# يسري الطريقي
يسري الطريقي ويُعرف باسم أبو قدامة التونسي (1984 - 2011) هو مقاتل تونسي في العراق اُتهم بتفجير ضريح الإمامين العسكريين في العراق في 22 فبراير 2006 وبقتل الصحفية العراقية في قناة العربية أطوار بهجت.
قامت السلطات العراقية بالقبض عليه وإعدامه في نوفمبر 2011 رغم محاولات رئيس الجمهورية التونسية فؤاد المبزع ووزير العدل ورئيس حركة النّهضة التّونسيّة راشد الغنّوشي للإفراج عنه. وصل جثمانه إلى تونس في 23 نوفمبر 2011.

صورة ليسري الطريقي في فترة شبابه.